# لي جونغ-راي
لي جونغ-راي (هانغل: 이용래) هو لاعب كرة قدم كوري جنوبي في مركز الوسط، ولد في 17 أبريل 1986 في دايجون في كوريا الجنوبية. شارك مع منتخب كوريا الجنوبية تحت 17 سنة لكرة القدم ومنتخب كوريا الجنوبية تحت 20 سنة لكرة القدم ومنتخب كوريا الجنوبية لكرة القدم. أما مع النوادي، فقد لعب مع سوون سامسونغ بلووينغز.

## وصلات خارجية
- لي جونغ-راي على موقع الاتحاد الدولي (مؤرشف)  (الإنجليزية)
- لي جونغ-راي على موقع دوري كوريا الجنوبية (الإنجليزية)
- لي جونغ-راي على موقع قاعدة بيانات كرة القدم.إي يو (الإنجليزية)
- لي جونغ-راي على موقع ناشيونال فوتبول تيمز (الإنجليزية)
- لي جونغ-راي على موقع Soccerway.com (الإنجليزية)